# Zelamerus amicorum
Zelamerus amicorum är en stekelart som beskrevs av Lubomir Masner och Lars Huggert 1989. Zelamerus amicorum ingår i släktet Zelamerus och familjen gallmyggesteklar. Inga underarter finns listade i Catalogue of Life.